# Grevillea bedggoodiana
Grevillea bedggoodiana là một loài thực vật có hoa trong họ Quắn hoa. Loài này được J.H.Willis ex McGill. miêu tả khoa học đầu tiên năm 1986.